# BabyMonster
BabyMonster (hangul: 베이비몬스터; rr: Beibimonseuteo; estilizado em letras maiúsculas), também conhecido como Baemon (hangul: 베몬; rr: Bemon), é um girl group sul-coreano formado pela YG Entertainment. É composto por sete integrantes: Ruka, Asa, Ahyeon, Rami, Rora, Pharita e Chiquita. O grupo estreou oficialmente em 1 de abril de 2024, com o single principal 'SHEESH'.

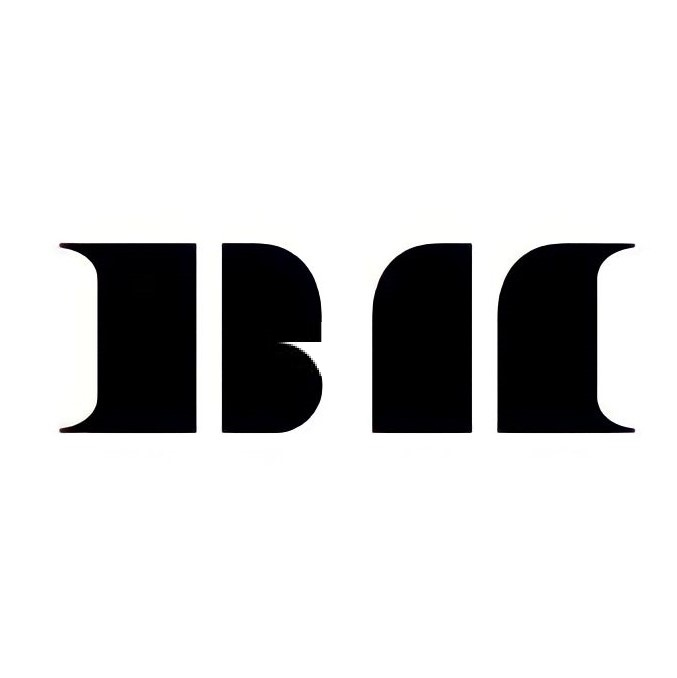
Logo oficial do grupo

BabyMonster lançou dois singles intitulados "Batter Up" e "Stuck in the Middle" em 27 de novembro de 2023 e 1 de fevereiro de 2024, respectivamente, com a formação de seis integrantes. Ahyeon, que esteve ausente de tais lançamentos por motivos de saúde, logo se recuperou e retornou de seu hiato, juntando-se as demais para promover as atividades futuras com sete membros, marcando assim a estreia oficial do grupo.

## História

### 2018–2022: Formação e atividades de pré-estreia
Após o lançamento dos girl groups representativos da YG Entertainment, 2NE1 (2009) e Blackpink (2016), notícias do próximo girl group da gravadora circularam já em 2018. A empresa recebeu candidatas de vários países, alguns dos quais foram admitidas no seu programa de formação já aos 10 anos, formando em média quatro a cinco anos. No número de recrutas, cada membro em potencial ficou em primeiro lugar contra milhares em suas respectivas audições. Em janeiro de 2020, surgiram as formas escritas de "BabyMonster", um dos muitos nomes inicialmente considerados para Blackpink, e "Baemon" (uma abreviatura silábica do primeiro) foram registrados em inglês e coreano pela gravadora e usados provisoriamente pelos meios de comunicação até a eventual divulgação de seus usos oficiais.
O processo de seleção do grupo foi narrado em Last Evaluation (2023), um reality show filmado no ano anterior antes de sua exibição, apresentando sete membros em potencial. O fundador da YG Entertainment, Yang Hyun-suk, contou com a assistência de Lee Su-hyun do AKMU, e Kang Seung-yoon e Lee Seung-hoon do Winner entre outros para julgar, classificar e determinar sua formação durante o show. Yang revelou que o número de membros que ele planejou inicialmente era cinco; no entanto, um conjunto de sete peças foi finalizado com três sul-coreanas (Ahyeon, Rami, Rora), duas japonesas (Ruka, Asa) e duas membros tailandesas (Pharita, Chiquita). Ahyeon, Ruka, Chiquita, Rami e Pharita foram selecionadas pela gravadora, enquanto Rora e Asa foram contempladas para serem colocadas em dois projetos diferentes antes de finalmente se juntarem à formação final como a "escolha dos fãs".
A maior parte de sua formação tinha experiência anterior na indústria do entretenimento antes de serem aceitas na YG Entertainment. Rami começou como modelo infantil aos dois anos de idade; Ruka estreou inicialmente no girl group japonês Shibu3 Project (2017); Rora fazia parte do grupo infantil U.SSO Girl com Hyein do NewJeans entre outras; e Pharita modelou em concursos e fez testes para programas de reality de sobrevivência. Ruka treinou por mais tempo das sete, precedendo Asa e Rami que fizeram o teste em 2018, Rora em maio de 2018 e Ahyeon em dezembro de 2018. Pharita foi escolhida entre 1.226 inscritos em sua audição em julho de 2020, tornando-se a sexta a ser aceita. Chiquita foi o último membro a se juntar ao BabyMonster, treinando por três meses desde sua contratação em 2021, o menor período de todos os membros. Durante esse tempo, os vocais dos membros foram incorporados ao trabalho de seu colega de gravadora sênior, inclusive no refrão final do single principal, "Iyah" (아이야; aiya) de Kang Seung-yoon.

### 2023–presente: Introdução e estreia
A YG Entertainment sinalizou a introdução formal do septeto em 30 de dezembro de 2022, com um pôster e o subtexto “YG Next Movement”. Ela anunciou um vídeo em formato de trailer postado no YouTube no Dia de Ano Novo que obteve 15 milhões de visualizações em três dias, e contou com participações de membros de Winner e Blackpink, dupla de irmãos AKMU, dançarino e coreógrafo Leejung Lee e fundador da gravadora Yang Hyun-suk. A introdução de BabyMonster, juntamente com o anúncio do possível retorno de G-Dragon como solista naquele mesmo dia, contribuiu para um aumento subsequente nas ações da gravadora, saltando 11,74%. Os sete membros foram revelados ao público através de lançamentos graduais de vídeos de apresentações ao vivo a partir de 12 de janeiro. (em ordem: Rami, Ahyeon, Chiquita, Asa, Rora, Pharita, e Ruka). O canal do BabyMonster no YouTube logo ultrapassou um milhão de inscritos em 52 dias desde sua criação em 28 de dezembro de 2022, e dois milhões de inscritos em 129 dias, tornando-se o girl group de K-pop mais rápido a atingir a marca. Apresentado pela primeira vez em sua série de documentários de sobrevivência Last Evaluation (2023), o single promocional de pré-estréia exclusivo do YouTube intitulado "Dream" foi lançado em 14 de maio de 2023, estreando no topo da parada Billboard Hot Trending Songs.
Em 10 de novembro de 2023, YG anunciou o single digital "BATTER UP" para 27 de novembro. Em 15 de novembro, foi noticiado que Ahyeon, que estava programada para estrear com o grupo, saiu da formação por motivos de saúde. Porém, foi confirmado um dia depois que ela permaneceria na formação e apenas estaria afastada das atividades até que sua saúde melhorasse. Os colegas de gravadora Lee Chan-hyuk do AKMU e Choi Hyun-suk do Treasure contribuíram na composição, enquanto a membro Asa trabalhou nas letras. No YouTube, o videoclipe acumulou 22,59 milhões de visualizações em um dia e tornou-se o video de estreia mais visto nas primeiras 24 horas na história do K-pop, e o mais rápido a atingir 100 milhões de visualizações na plataforma, dezoito dias após seu lançamento. Obteve ainda mais sucesso no Spotify, alcançando 10 milhões de streams em dez dias, o mais rápido para um grupo feminino novato de K-pop. Em 1 de fevereiro de 2024, o sexteto lançou outro single digital, intitulado "Stuck in the Middle".
Ahyeon, que esteve ausente dos lançamentos por motivos de saúde, se recuperou e retornou de seu hiato, juntando-se para promover as atividades futuras como um grupo de sete membros. Marcando assim a estreia oficial, o primeiro mini-álbum "BABYMONS7ER", foi lançado em 1º de abril. Nele, foi apresentado o single principal "SHEESH", regravações de "BATTER UP" e "Stuck in the Middle" com todos os sete membros e uma canção dada de presente por Charlie Puth intitulada "Like That", após um cover viral de "Dangerously" cantado por Ahyeon. O lançamento homônimo registrou mais de 460 mil pré-encomendas, e estreou em terceiro lugar no Circle Album Chart. "SHEESH" se tornou a entrada mais alta de um grupo feminino de K-pop no Spotify até então, estreando com 1,76 milhões de streams. Durante as promoções do single, o grupo se tornou viral por seus vocais estáveis e ótima performance ao vivo. Após isso, a canção obteve um desempenho crescente nas paradas coreanas, alcançando o Top 10 em todas as plataformas de streaming do país. Em comemoração à sua estreia, uma loja pop-up foi realizada no The Hyundai Seoul por dez dias, recebendo 2 mil visitantes nos primeiros dois dias.
Em maio, o septeto embarcou em sua primeira turnê de fanmeeting, em cinco regiões asiáticas, nomeadamente Singapura, Japão, Tailândia, Taiwan e Indonésia. Em apenas quarenta dias após sua estreia, BabyMonster esgotou 30 mil ingressos em sua parada em Tóquio.

## Imagem pública
Criado com uma imagem “adolescente” diferente das anteriores artistas femininas da gravadora, o septeto mantém os elementos carismáticos característicos da YG Entertainment. BabyMonster foi apontado como um grupo "versátil" e seus membros rotulados como "elites" pelo público e pela mídia. em que cada um se destaca em vocais, rap e dança. O conjunto também é proficiente em vários idiomas, incluindo coreano, inglês, japonês, tailandês e chinês.
Em uma pesquisa realizada pela revista de negócios de entretenimento JoyNews24, duzentos trabalhadores da indústria de empresas e emissoras de entretenimento, produtores de conteúdo de cinema e transmissão e repórteres de entretenimento classificaram o grupo provisório em nono lugar no "Artista mais esperado do final de 2021 e 2022", empatado com Ive entre outros.

## Integrantes
- Ruka (em coreano: 루카); romaniz.: Ruka, nascida Kawai Ruka (em japonês: 河井瑠花; romaniz.: Kawai Ruka) em 20 de março de 2002 (23 anos), nascida em Yamaguchi, no Japão. É dançarina principal ,rapper principal ".
- Pharita (em coreano: 파리타; romaniz.: Parita), nascida Pharita Boonpakdeethaveeyod (em tailandês: ภริตา บุญภักดีทวียศ; romaniz.: Parita Boonpakdeethaveeyod) em 26 de agosto de 2005 (19 anos) em Bangkok, Tailândia. É vocalista líder e visual.
- Asa (em coreano: 아사; romaniz.: Asa), nascida Enami Asa (em japonês: 榎並杏紗; romaniz.: Enami Asa) 17 de abril de 2006 (19 anos), em Tóquio, Japão. É rapper principal" dançarina e vocalista.
- Ahyeon (em coreano: 아현; romaniz.: Ahyeon), nascida Jung Ah-yeon (em coreano: 정아현; romaniz.: Jung Ah-yeon) em 11 de abril de 2007 (18 anos), em Chungcheong do Sul, Coreia do Sul. É vocalista principal, rapper principal, Dançarina, centro, face of the group
- Rami (em coreano: 라미; romaniz.: Rami), nascida Shin Ha-ram (em coreano: 신하람; romaniz.: Shin Ha-ram) em 17 de outubro de 2007 (17 anos), em Seul, Coreia do Sul. É vocalista principal.
- Rora (em coreano: 로라; romaniz.: Rorahangul: 로라), nascida Lee Da-in (em coreano: 이다인; romaniz.: Lee Da-in) em 14 de agosto de 2008 (17 anos), em Gangneung, Coreia do Sul. É vocalista principal e visual.
- Chiquita (em coreano: 치키타; romaniz.: Chiquita), nascida Riracha Phondechaphiphat (em tailandês: ริราชา พรเดชาพิพัฒน์; romaniz.: Riracha Porndechapipat) em 17 de fevereiro de 2009 (16 anos), em Nakhon Ratchasima, Tailândia. É vocalista líder, dançarina principal e sub rapper.

## Discografia

### Álbuns de estúdio
| Título | Detalhes                                                                                           | Posições nos charts | Vendas |
| Título | Detalhes                                                                                           | KOR                 | Vendas |
| ------ | -------------------------------------------------------------------------------------------------- | ------------------- | ------ |
| Drip   | - Lançamento: 1 de Novembro de 2024 - Gravadora: YG Entertainment - Formatos: CD, digital download | ASA                 |        |

### Extended plays
| Título      | Detalhes                                                                                                   | Posições nos charts | Posições nos charts | Posições nos charts | Posições nos charts | Posições nos charts | Posições nos charts | Vendas                       | Certificações    |
| Título      | Detalhes                                                                                                   | KOR                 | CRO                 | JPN                 | NGA                 | UK DL               | US World            | Vendas                       | Certificações    |
| ----------- | --- | ------------------- | ------------------- | ------------------- | ------------------- | ------------------- | ------------------- | ---------------------------- | ---------------- |
| BABYMONS7ER | - Lançamento: 1 de abril de 2024 - Gravadora: YG Entertainment - Formatos: CD, digital download, streaming | 3                   | 5                   | 6                   | 98                  | 69                  | 15                  | - KOR: 726,346 - JPN: 22,403 | - KMCA: Platinum |

### Singles
| Título                              | Ano  | Posições nos charts | Posições nos charts | Álbum       |
| Título                              | Ano  | COR                 | COR Songs           | Álbum       |
| ----------------------------------- | ---- | ------------------- | ------------------- | ----------- |
| "Batter Up"                         | 2023 | —                   | —                   | BABYMONS7ER |
| ”SHEESH”                            | 2024 | —                   | —                   | BABYMONS7ER |
| ”FOREVER”                           | 2024 | —                   | —                   | DRIP        |
| ”CLIK CLAK”                         | 2024 | —                   | —                   | DRIP        |
| ”DRIP”                              | 2024 | —                   | —                   | DRIP        |
| "—" indica charts a ser anunciados. |      |                     |                     |             |

## Videografia

### Videoclipes
| Título                | Ano  | Diretor(es)    | Nota(s)                      | Ref.   |
| --------------------- | ---- | -------------- | ---------------------------- | ------ |
| "Dream"               | 2023 | Desconhecido   | Videoclipe de pré-estreia    | [ 52 ] |
| "Batter Up"           | 2023 | Seo Hyun-Seung | Videoclipe de pré-estreia    | [ 53 ] |
| ”Stuck in the Middle” | 2024 | Jason Kim      | Videoclipe de pré-estreia    |        |
| “SHEESH”              | 2024 | Desconhecido   | Videoclipe de estreia        |        |
| "FOREVER"             | 2024 | Samson         | Videoclipe de pré-lançamento |        |
| "CLIK CLAK"           | 2024 | Yang Soonsik   | Videoclipe de lançamento     |        |
| "DRIP"                | 2024 | Desconhecido   | Videoclipe de lançamento     |        |

## Filmografia
- Last Evaluation (2023, YouTube)[54]
- Baemon TV (2024, YouTube)